# Dilunga
Dilunga este un oraș în  provincia Kasai-Oriental, Republica Democrată Congo. În 2012 avea o populație de 25 079 de locuitori, iar în 2004 avea 19 863.